# 中央ライフデザインセンター

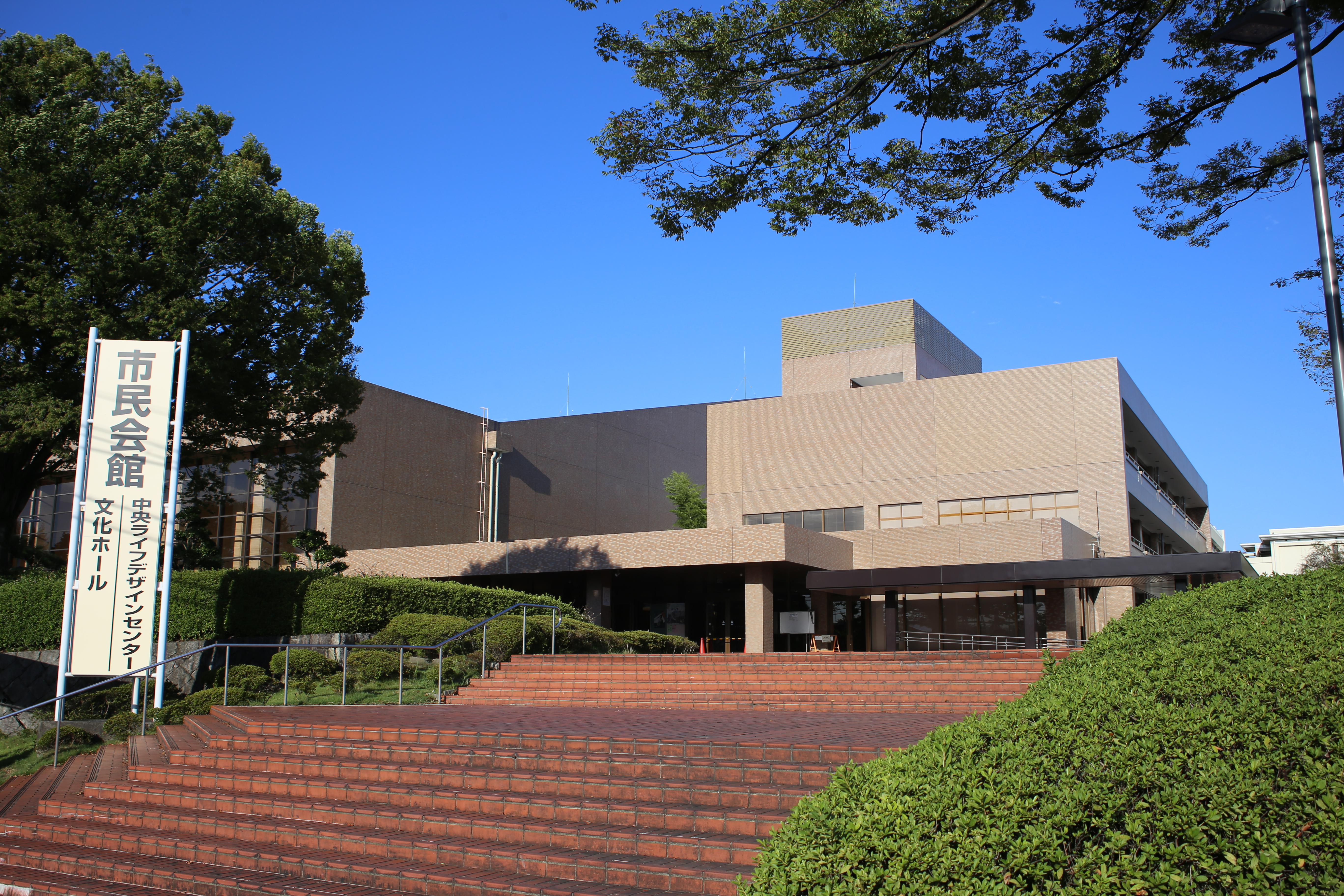

中央ライフデザインセンター（ちゅうおうライフデザインセンター）は、岐阜県各務原市が管理・運営する文化・教養施設。

## 概要
- 各務原市の公民館の一つであり、社会教育法第24条の規定に基づき設置された施設である。各務原市の条例上の名称は各務原市中央ライフデザインセンターである[1]。
- 1977年（昭和52年）「中央公民館」として開館。後に現在の名称に変更された。
- 2016年（平成28年）9月に全面改修された[2]。

## 施設
1階
- 大会議室
- 第1会議室
- 第1音楽室
- 料理室

2階
- 第2会議室
- 第1・第2研修室
- 和室
- 第2音楽室

3階
- 図書室
- 第1・第2練習室
- パソコン研修室

## 利用時間
- 9：00～22：00　
  - 図書室は9：00～17：00
  - 夜間利用が無い場合、17：00または19：00で閉館の場合あり

## 休館日
- 毎週月曜日・祝日：年末年始（12月28日～1月4日）など

## 所在地
- 岐阜県各務原市蘇原中央町2丁目1-8

## 交通アクセス
- 岐阜県道17号江南関線「市民会館前」交差点すぐ。
  - 駐車場は市民会館・文化ホールと共用。
- 名鉄各務原線 三柿野駅下車、徒歩で約30分。
- JR高山本線 蘇原駅下車、徒歩で約30分。
- 各務原市ふれあいバス稲羽線・蘇原線・東西線「各務原市民会館前」バス停下車、徒歩ですぐ。

## 周辺
- 各務原市民会館
- 各務原警察署
- 各務原市立中央小学校
- 各務原市立中央中学校
- 東海中央病院
- 東島池